# Edge of Forever
Edge of Forever es el décimo álbum de estudio de la banda estadounidense Lynyrd Skynyrd. Fue lanzado en agosto de 1999, a través de CMC International.

## Lista de canciones
1. «Workin'» (Rickey Medlocke, Gary Rossington, Hughie Thomasson, Johnny Van Zant) - 4:53
2. «Full Moon Night» (Medlocke, Rossington, Thomasson, Van Zant) - 3:44
3. «Preacher Man» (Medlocke, Rossington, Thomasson, Van Zant) - 4:33
4. «Mean Streets» (Medlocke, Rossington, Thomasson, Van Zant) - 4:49
5. «Tomorrow's Goodbye» (Gary Burr, Medlocke, Rossington, Thomasson, Van Zant) - 5:05
6. «Edge of Forever» (Medlocke, Jim Peterik, Van Zant) - 4:23
7. «Gone Fishin'» (Medlocke, Rossington, Thomasson, Van Zant) - 4:22
8. «Through It All» (Peterik, Van Zant, Robert White Johnson) - 5:28
9. «Money Back Guarantee» (Medlocke, Rossington, Thomasson, Van Zant) - 4:01
10. «G.W.T.G.G.» (Medlocke, Rossington, Thomasson, Van Zant) - 4:03
11. «Rough Around the Edges» (Medlocke, Rossington, Thomasson, Van Zant) - 5:05
12. «FLA» (Medlocke, Rossington, Thomasson, Van Zant) - 3:53

## Personal
- Johnny Van Zant - voz
- Gary Rossington - guitarra
- Billy Powell - piano, teclados
- Leon Wilkeson - bajo
- Rickey Medlocke - guitarra
- Hughie Thomasson - guitarra
- Kenny Aronoff - batería